# Nikolái Morózov (aviador)
Nikolái Nikoláievich Morózov (en ruso: Николай Николаевич Морозов; Tsárskoye Seló, Imperio ruso; 27 de diciembre de 1916 - Cherkasy, Unión Soviética; 12 de junio de 1947) fue un as de la aviación soviético que combatió en las filas de la Fuerza Aérea soviética durante la Segunda Guerra Mundial, donde consiguió al menos doce victorias aéreas.

## Biografía
Nikolái Morózov nació el 27 de diciembre de 1916, en el seno de una familia de clase trabajadora, en la localidad de Tsárskoye Seló (ahora la ciudad de Pushkin en el óblast de Leningrado). Después de graduarse de cinco clases en la escuela y en la escuela de aprendices de fábrica, trabajó como mecánico en la fábrica «Elektroribor» de Leningrado. En 1934, fue llamado a filas en el Ejército Rojo de Obreros y Campesinos. En 1936 se graduó en la Escuela de Pilotos de Aviación Militar de Kachin. En julio de 1941, poco después del inicio de la invasión alemana de la Unión Soviética, fue enviado al combate.
A mediados de octubre de 1941, comandaba un escuadrón del 731.º Regimiento de Aviación de Cazas de Defensa Aérea (PVO) de la 148.ª División de Aviación de Cazas de las Fuerzas de Defensa Aérea. Ya en ese momento, había realizado 101 salidas de combate, participó en al menos dieciséis batallas aéreas y había derribado doce aviones enemigos.
El 4 de marzo de 1942, por el decreto del Presídium del Sóviet Supremo de la URSS «Sobre la concesión del título de Héroe de la Unión Soviética al personal al mando de las fuerzas de defensa aérea», se le otorgó el título de Héroe de la Unión Soviética con la condecoración de la Orden de Lenin y la medalla Estrella de Oro n.º 669 «por el desempeño ejemplar de las misiones de combate del comando y el coraje y el heroísmo demostrados al mismo tiempo».
En 1944 se graduó en la Academia Militar de la Fuerza Aérea de la Unión Soviética (actualmente Academia Militar del Aire Yuri Gagarin). Después del final de la guerra, continuó sirviendo en la Fuerza Aérea Soviética, hasta su muerte el 12 de junio de 1947. Fue enterrado en Cherkasy.

## Condecoraciones
|  | Héroe de la Unión Soviética (N.º 669; 4 de marzo de 1942) |
|  | Orden de Lenin (4 de marzo de 1942)                       |
|  | Orden de la Bandera Roja                                  |